# Наноелектроніка
Наноелектроніка — галузь науки і техніки, що займається створенням, дослідженням та застосуванням електронних приладів з нанометровими розмірами елементів, в основі функціонування яких лежать квантові ефекти.
Термін «наноелектроніка» не пов'язаний з терміном «мікроелектроніка», оскільки нано-розміри не є визначальними та мають умовний характер. На відміну від класичних законів електроніки в мікроелектроніці основою для роботи приладів наноелектроніки є квантові ефекти: квантова ємність, кінетична індуктивність, квантова провідність, плазмони, двовимірний електронний газ та інші. Завдяки цьому з'являється як специфічна номенклатура властивостей, а й нові перспективи їх використання. Зокрема, якщо при переході від мікророзміру до нанорозміру квантові ефекти багато в чому є паразитними (наприклад, роботі класичного транзистора при зменшенні розмірів починає заважати тунелювання носіїв заряду), то електроніка, яка використовує квантові ефекти, — це вже основа так званої наногетероструктурної електроніки.

## Інтернет-ресурси
- Peter Grünberg Institut
- Відео на YouTube
- Відео на YouTube
- Відео на YouTube